# Gare de Hikifune
La gare de Hikifune (曳舟駅, Hikifune-eki) est une gare ferroviaire de la ville de Tokyo au Japon. Elle est située dans l'arrondissement de Sumida, au nord-est de la ville. La gare est gérée par la compagnie Tōbu.

## Situation ferroviaire
La gare de Hikifune est située au point kilométrique (PK) 2,4 de ligne Tōbu Skytree. Elle marque le début de la ligne Tōbu Kameido.

## Histoire
La gare de Hikifune été inaugurée le 1er avril 1902.

## Services aux voyageurs

### Accès et accueil
La gare dispose d'un bâtiment voyageurs, avec guichet, ouvert tous les jours.

### Desserte
- Ligne Tōbu Skytree :
  - voies 1 et 2 : direction Kita-Senju, Kasukabe, Tōbu-dōbutsu-kōen, Kuki et Minami-Kurihashi
  - voies 3 et 4 : direction Oshiage (interconnexion avec la ligne Hanzōmon pour Shibuya) et Asakusa
- Ligne Tōbu Kameido : 
  - voie 5  : direction Kameido